# Rối loạn cân bằng nước
Nước chiếm khoảng 60% trọng lượng cơ thể người. Nước được chia thành hai phần dựa vào sự phân bố của nó trong cơ thể: nội bào và ngoại bào. 2⁄3 lượng nước được phân bố ở khu vực nội bào, 1⁄3 còn lại ở khu vực ngoài bào. Thể tích máu toàn cơ thể chiếm khoảng 1⁄3 thể tích dịch ngoại bào.

## Rối loạn mất nước

### Định nghĩa
Mất nước là tình trạng giảm thể tích nước trong cơ thể so với chuẩn bình thường, bao gồm ở cả khu vực nội bào và khu vực ngoại bào.

### Phân loại
Có ba cách phân loại tình trạng mất nước như sau:

#### Theo mức độ mất nước
- Độ 1: mất <5% lượng nước cả cơ thể.

- Độ 2: mất từ 5% đến 10% lượng nước cả cơ thể.

- Độ 3: mất >10% lượng nước cả cơ thể.

#### Theo khu vực phân bố
- Mất nước nội bào.

- Mất nước ngoại bào.

#### Theo tình trạng mất muối đi kèm
- Mất nước ưu trương: chủ yếu mất muối hơn là nước.

- Mất nước đẳng trương: lượng nước và muối mất cùng tỷ lệ.

- Mất nước nhược trương: chủ yếu mất nước hơn là muối.

### Biểu hiện lâm sàng
Khi cơ thể có tình trạng mất nước, sẽ biểu hiện bằng những cơn khát, thiểu niệu, hạ huyết áp, thần kinh kém nhạy cảm, nếu không được cải thiện sẽ dẫn tới trụy tim mạch và tử vong.

### Nguyên nhân

#### Do cơ chế tại thận
- Khi chức năng thận bình thường, mất nước chủ yếu do dùng thuốc lợi tiểu quá liều; thiếu các hormon như thiếu aldosterol trong bệnh Adison, thiếu ADH trong đái tháo nhạt thể trung ương; các bệnh làm tổn thương mô kẽ thận như cao huyết áp, tiểu đường.

- Các bệnh thận như đái tháo nhạt thể thận do thận không tiếp nhận ADH; hội chứng Bartter do cành dày quai Henle không tái hấp thu NaCl; nhiễm toan ống thận do giảm tái hấp thu Na+ và HCO3- ở ống lượn gần và ống lượn xa; lợi tiểu sau tắc ngẽn đường tiểu do mất chức năng tái hấp thu muối nước; suy thận cấp giai đoạn hồi phục sau hoại tử tăng cường đầo thải muối và nước bị ứ đọng; suy thận mạn do mất dần chức năng tái hấp thu muối và nước;...

#### Nguyên nhân ngoài thận
- Mất nước qua đường tiêu hóa trong nôn ói, tiêu chảy; qua da trong xuất huyết, bỏng; qua hô hấp, sinh sản,...

## Rối loạn tích nước

### Định nghĩa
Tích nước là tình trạng tăng thể tích nước trong cơ thể so với chuẩn bình thường, thường kèm theo tăng Natri huyết. Người ta hay dùng thuật ngữ "phù" để chỉ tình trạng tích nước.

### Nguyên nhân
- Tích Na+ nguyên phát do thận: gặp trong viêm vi cầu thận cấp, làm tăng áp suất thẩm thấu trong lòng mạch.

- Tăng hormon nguyên phát: hội chứng Conn làm tăng aldosterol nguyên phát, hội chứng Cushing có tính chất tương tự như tăng aldosterol, tăng tiết ADH nguyên phát quá mức,...

- Rối loạn cân bằng Starling: có bốn cơ chế gây tích nước lần lượt là tăng áp suất thủy tĩnh, tăng tính thấm thành mạch, giảm áp lực keo và tắc mạch bạch huyết.

- Cường aldosterol thứ phát: tình trạng tái hấp thu muối nước dựa vào hệ RAA ở thận vừa làm tăng thể tích nước vừa làm tăng Natri ở huyết tương, thường theo sau các bệnh như xơ gan, suy tim phải, hội chứng thận hư, suy dinh dưỡng,...